# قانون مراقبة تصدير الأسلحة

الختم العظيم للولايات المتحدة

قانون مراقبة تصدير الأسلحة لعام 1976 يمنح القانون لرئيس الولايات المتحدة سلطة السيطرة على استيراد وتصدير المواد الدفاعية وخدمات الدفاع.

## صدور القانون
صدر قانون H.R. 13680 في الدورة الرابعة والتسعين للكونجرس الصادر في 30 يونيو 1976، المدون في 22 USC الفصل 39، وتمت المصادقة من قبل الرئيس الثامن والثلاثين للولايات المتحدة جيرالد ر. فورد في 30 يونيو 1976.

## نبذة
يطالب قانون الكونغرس الحكومات الدولية التي تتلقى أسلحة من الولايات المتحدة باستخدام الأسلحة للدفاع المشروع عن النفس. يتم النظر فيما إذا كانت الصادرات "ستساهم في سباق التسلح، أو المساعدة في تطوير أسلحة الدمار الشامل، أو دعم الإرهاب الدولي، أو زيادة احتمال اندلاع النزاع أو تصعيده، أو الإخلال بتطوير الحد من الأسلحة بشكل ثنائي أو متعدد الأطراف أو اتفاقيات عدم انتشار الأسلحة النووية أو غيرها من الترتيبات ".
يفرض القانون أيضًا بعض القيود على تجار ومصنعي الأسلحة الأمريكيين، ويمنعهم من بيع بعض التكنولوجيات الحساسة إلى أطراف معينة ويتطلب توثيقًا دقيقًا لمثل هذه المهن لأطراف موثوق بها.
عندما يكون الرئيس على علم بإمكانية حدوث انتهاكات لـ قانون مراقبة تصدير الأسلحة، يتطلب القانون تقديم تقرير إلى الكونغرس حول الانتهاكات المحتملة.
تنفذ مصلحة الهجرة والجمارك الأمريكية برنامجًا للتوعية في مجال الصناعة يسمى مشروع درع أمريكا لمنع الخصوم الأجانب والإرهابيين والشبكات الإجرامية من الحصول على الذخائر الأمريكية والتكنولوجيا الاستراتيجية.